# Paso de Kerem Shalom

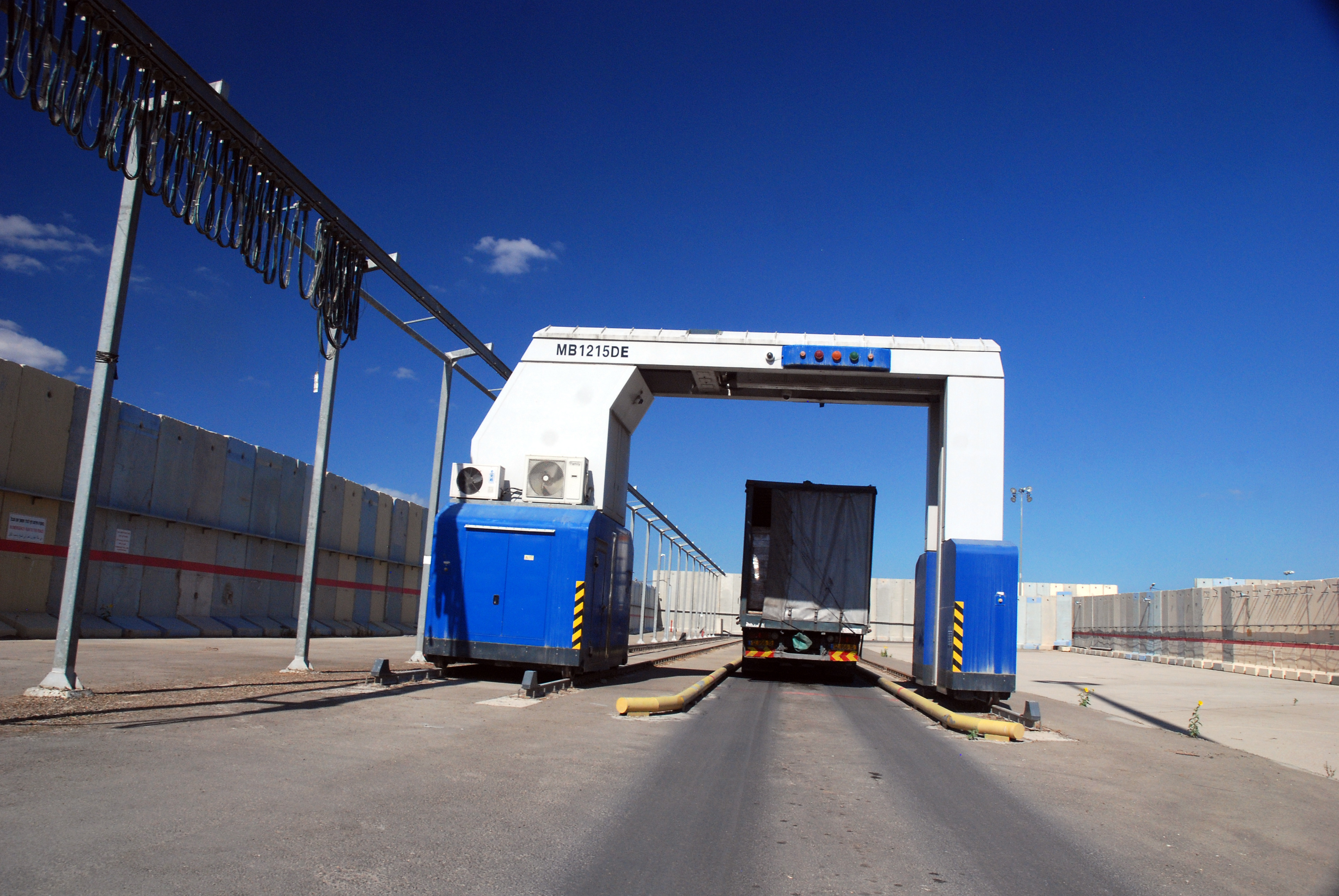
Escáner de pórtico en el paso fronterizo de Kerem Shalom.

Pasos fronterizos de la Franja de Gaza.

El paso de Kerem Shalom (en hebreo: מעבר כרם שלום‎, en árabe: معبر كرم أبو سالم‎) es un paso fronterizo situado en el extremo sureste de la Franja de Gaza, en la triple frontera entre Palestina, Israel y Egipto. Está a poca distancia del kibutz del mismo nombre y a 4 km del paso de Rafah, entre la Franja de Gaza y Egipto.
El cruce está gestionado y operado por la Administración de Fronteras del Ministerio de Defensa israelí y está destinado al paso de mercancías entre Israel y la Franja.

## Contexto
El paso de Kerem Shalom comenzó a funcionar en 2005 para la entrada de ayuda humanitaria a la Franja de Gaza. En junio de 2007, cuando Hamás se hizo con el control de la Franja, Israel cerró el paso de Karni, que era el principal paso comercial de Gaza, dejando sólo una cinta transportadora para alimentos secos, grano y piensos. Israel fue cerrando progresivamente los demás pasos fronterizos: en 2008 el de Sufa, que servía para introducir materiales de construcción en Gaza, y en 2010 el cruce de Nahal Oz, utilizado para el paso de combustible y gas de cocina a la Franja. En 2011 el paso de Karni fue cerrado definitivamente y sus instalaciones destruidas a finales de 2022.

## Funcionamiento
Kerem Shalom es el principal paso comercial fronterizo de Gaza con Israel, lo que lo convierte en un salvavidas fundamental para la población civil de la Franja. Hasta la guerra de 2023-2025, dentro de los límites marcados por el bloqueo israelí a la Franja, cinco días a la semana, materias primas para la industria, equipos médicos, productos alimenticios, ganado, combustible, materiales de construcción y otras mercancías esenciales entraban en la Franja a través del paso. Más del 80% de las mercancías que entraban en la Franja, se compraban a empresas y proveedores israelíes. Los agricultores, fabricantes y proveedores de Gaza también dependían del paso fronterizo de Kerem Shalom para hacer llegar sus mercancías a los mercados de Cisjordania e Israel, y para exportar sus productos al extranjero. Los palestinos gestionan el lado de Gaza del cruce, pero es Israel quien determina qué puede cruzar, qué cantidad y cuándo.
El paso ocupa una superficie de 60 ha, 20 ha en el lado palestino y 40 ha en el lado israelí. La parte israelí se divide en 11 recintos cerrados al aire libre, pudiendo cada uno recibir entre 17 y 25 camiones a la vez.
El transporte de suministros de Israel a Gaza es un proceso laborioso. Los camiones cargados de ayuda, sobre todo alimentaria, deben pasar un control de seguridad en el puerto de Ashdod. En Kerem Shalom, junto a la frontera egipcia, todo se descarga en los recintos cerrados. Los camiones israelíes se marchan, las puertas se cierran y los camioneros palestinos entran por su lado para volver a cargar los cargamentos. Este sistema permite que no haya contacto entre los camiones de ambos lados.
El paso dispone de dos escáneres de pórtico donados por el gobierno neerlandés, que permiten escanear las mercancías sin descargarlas de los camiones. Las instalaciones no disponen de depósitos para combustible, lo que obliga a que los camiones cisternas de carga y descarga estén presentes a la vez en el momento del trasvase. Este se efectúa mediante una tubería subterránea sin posibilidad de comprobar las cantidades trasvasadas. En 2019, en los días de apertura del paso de Kerem Shalom, una media de 415 camiones de mercancías y 20 camiones cisterna de combustible entraban diariamente a la Franja de Gaza.
A diferencia de los pasos fronterizos con Cisjordania, donde Israel no cobra tasas, el Ministerio de Defensa israelí recauda entre 70 y 200 USD por cada camión israelí cargado de mercancías que entra en Kerem Shalom.